# Lover Fest
Lover Fest seria a sexta turnê e a primeira turnê de festival de música da cantora e compositora estadunidense Taylor Swift, em apoio ao seu sétimo álbum de estúdio, Lover (2019). A turnê estava marcada para começar em 5 de abril de 2020, em Atlanta, na Geórgia, e terminar em Foxborough no Massachusetts, em 1º de agosto do mesmo ano. Mas em abril de 2020, após preocupações crescentes com a pandemia de COVID-19, todas as 17 datas dos festivais e eventos em estádios no Brasil, Estados Unidos e Europa foram adiadas por tempo indeterminado para 2021, sendo posteriormente cancelados pela mesma.

## Antecedentes e anúncio
Em uma entrevista com Ryan Seacrest em 27 de agosto de 2019, quatro dias após o lançamento de Lover, Swift explicou que ainda não tinha certeza de seus planos para uma turnê de apoio ao álbum e afirmou que não queria que sua vida tornar-se um ciclo constante de lançamento de um álbum e sair em turnê imediatamente após o lançamento. Em outubro de 2019, Swift sugeriu mais tarde, em uma entrevista com Zane Lowe, que as obrigações de saúde da família a impediam de organizar e embarcar em uma turnê em larga escala.

Em 17 de setembro de 2019, a turnê foi anunciada pelas mídias sociais e pelo site da Swift. Swift explicou nas mídias sociais que:
O álbum Lover são campos abertos, pôr do sol, + VERÃO. Quero executá-lo de uma maneira que pareça autêntica. Quero ir a alguns lugares onde não estive e tocar em festivais. Onde não tivemos festivais, fizemos alguns.
Doze datas foram anunciadas inicialmente, com participações em festivais e seus próprios shows, com o Reino Unido e outras datas internacionais a serem anunciadas.

### Anúncio de data no Brasil e outros
O concerto de 18 de julho de 2020 na Cidade de São Paulo foi marcado para ser o primeiro show oficial da Swift no Brasil e no continente da América do Sul. Os ingressos para o show foram colocados à venda em 25 de outubro, com mais de 100.000 pessoas fazendo fila online para obter ingressos, esgotando em cerca de 12 horas. Devido à grande demanda, um segundo show foi adicionado. A turnê também foi marcada para suas primeiras visitas à Dinamarca, Polônia, e Portugal. O show em Berlim deveria marcar seu primeiro show na cidade em seis anos desde o The Red Tour e seu primeiro show na Alemanha em cinco anos desde o The 1989 World Tour. Ele esgotou segundos depois de oficialmente ser colocado à venda. Em 29 de outubro, foi anunciado que o Swift estaria se apresentando na Espanha. Os shows do festival na Bélgica, Noruega, França e Espanha teriam marcado as suas primeiras apresentações em cada país em nove anos desde a Speak Now World Tour.
No início de dezembro de 2019, a cantora anunciou que seria a atração principal no British Summer Time em Londres em 11 de julho de 2020, tornando-se sua segunda vez como atração principal do festival com o primeiro sendo cinco anos antes, incorporada como parte da The 1989 World Tour. Em meados de dezembro, depois de muita especulação, Swift foi confirmada como a atração principal do Festival de Glastonbury - um dos maiores festivais de música do mundo - em seu 50º aniversário em junho de 2020. Ela estava prestes a se tornar a sexta artista solo feminina a ser headline na história do festival.

## Recordes
As performances de Swift no SoFi Stadium, em Inglewood, Califórnia, foram planejadas para serem seu evento de estreia do estádio, e ela seria a primeira mulher a inaugurar um estádio da NFL. Ela se tornaria a única artista feminina a ser a atração principal no Festival de Glastonbury em 2020 e a sexta mulher solo a fazer isso nos cinquenta anos de história do festival.

## Cancelamento
Em meados de abril de 2020, muitos dos organizadores de festivais daquele ano haviam cancelado os eventos nos quais Swift estava programada para participar devido a preocupações com a Pandemia da COVID-19. Em 17 de abril de 2020, a cantora então anunciou que adiaria a turnê para 2021, e que não se apresentaria ao vivo em nenhum local pelo resto de 2020 sob a justificativa de colocar e prezar pela saúde e segurança dos fãs. Swift ressaltou que as datas para os shows remarcados nos Estados Unidos e Brasil seriam anunciadas no final do ano, e que os ingressos já comprados ainda estariam valendo para as novas datas; uma política de reembolso acabou sendo aberta para aqueles que não pudessem comparecer as apresentações remarcadas.
Adoro vir aqui para contar boas notícias ou compartilhar um novo projeto com vocês. Não é minha coisa favorita no mundo ter que contar notícias que me deixam triste. Sinto muito, mas não posso remarcar os shows que adiamos. Embora os reembolsos estejam disponíveis desde que adiamos os shows da Lover Fest, muitos de vocês guardaram seus ingressos e eu também guardei a ideia de que poderíamos remarcar. 

Esta é uma pandemia sem precedentes que mudou os planos de todos e ninguém sabe como será o cenário de turnês em um futuro próximo. Estou muito decepcionada por não poder vê-los pessoalmente do jeito que eu queria. Sinto muita falta de vocês e mal posso esperar até que possamos estar todos juntos em shows novamente.— Swift anunciando o cancelamento da turnê em suas redes sociais.
Quase um ano após o adiamento da turnê, em 26 de fevereiro de 2021, Swift anunciou oficialmente por meio de seu Twitter o cancelamento de todos os shows anteriormente remarcados da Lover Fest, justificando o fato da pandemia ter sido um acontecimento sem precedentes e que temia como estaria o cenário de turnês no futuro. Uma nova política de reembolso, desse vez de forma geral, acabou sendo aberta para todos os compradores que haviam guardado os ingressos para as datas adiadas. Em novembro de 2022, Swift anunciou durante o programa Good Morning America sua mais nova leva de shows intitulada de The Eras Tour (2023–2024), que posteriormente acabou se tornando de forma oficial sua sexta turnê mundial.

## Shows

### Shows cancelados
| Data                | Cidade      | País           | Local                        | Motivo               | Ref.                |
| ------------------- | ----------- | -------------- | ---------------------------- | -------------------- | ------------------- |
| 5 de abril de 2020  | Atlanta     | Estados Unidos | Centennial Olympic Park      | Pandemia de COVID-19 |                     |
| 20 de junho de 2020 | Werchter    | Bélgica        | Festival de Werchter         | Pandemia de COVID-19 | [ 27 ]              |
| 24 de junho de 2020 | Berlim      | Alemanha       | Waldbühne                    | Pandemia de COVID-19 | [ 19 ]              |
| 26 de junho de 2020 | Oslo        | Noruega        | Bjølsenfeltet                | Pandemia de COVID-19 | [ 19 ]              |
| 28 de junho de 2020 | Pilton      | Inglaterra     | Glastonburry                 | Pandemia de COVID-19 | [ 30 ]              |
| 1 de julho de 2020  | Roskilde    | Dinamarca      | Festival de Roskilde         | Pandemia de COVID-19 | [ 31 ]              |
| 3 de julho de 2020  | Gdynia      | Polónia        | Aeroporto de Gdynia-Kosakowo | Pandemia de COVID-19 | [ 19 ]              |
| 5 de julho de 2020  | Nîmes       | França         | Arena of Nîmes               | Pandemia de COVID-19 | [ 33 ]              |
| 8 de julho de 2020  | Madrid      | Espanha        | Valdebebas                   | Pandemia de COVID-19 | [ 19 ]              |
| 9 de julho de 2020  | Oeiras      | Portugal       | Passeio Marítimo de Algés    | Pandemia de COVID-19 | [ 19 ]              |
| 11 de julho de 2020 | Londres     | Inglaterra     | Hyde Park                    | Pandemia de COVID-19 | [ 36 ]              |
| 18 de julho de 2020 | São Paulo   | Brasil         | Allianz Parque               | Pandemia de COVID-19 | [ 1 ] [ 37 ] [ 19 ] |
| 19 de julho de 2020 | São Paulo   | Brasil         | Allianz Parque               | Pandemia de COVID-19 | [ 1 ] [ 37 ] [ 19 ] |
| 25 de julho de 2020 | Los Angeles | Estados Unidos | SoFi Stadium                 | Pandemia de COVID-19 | [ 19 ]              |
| 26 de julho de 2020 | Los Angeles | Estados Unidos | SoFi Stadium                 | Pandemia de COVID-19 | [ 19 ]              |
| 31 de julho de 2020 | Foxborough  | Estados Unidos | Gillette Stadium             | Pandemia de COVID-19 | [ 19 ]              |
| 1 de agosto de 2020 | Foxborough  | Estados Unidos | Gillette Stadium             | Pandemia de COVID-19 | [ 19 ]              |